# فيونا بوركي
فيونا بوركي (بالإنجليزية: Fiona Bourke)‏ هي مجدفة نيوزيلندية، ولدت في 16 أكتوبر 1988 في Dannevirke ‏ في نيوزيلندا.

## وصلات خارجية
- فيونا بوركي على موقع الاتحاد الدولي للتجديف (الإنجليزية)
- فيونا بوركي على موقع اللجنة الأولمبية الدولية (الإنجليزية)
- فيونا بوركي على موقع أوليمبيديا (الإنجليزية)
- فيونا بوركي على موقع اللجنة الأولمبية النيوزيلندية (الإنجليزية)